# Ognistooka Shana
Ognistooka Shana (jap. 灼眼のシャナ Shakugan no Shana) – seria light novel z gatunku fantasy, napisana przez Yashichiro Takahashiego i zilustrowana przez Noizi Ito. Powieści te zostały wydane nakładem wydawnictwa ASCII Media Works w latach 2002–2012. Łącznie powstało 26 tomów. Głównym bohaterem serii jest Yuji Sakai, licealista, który pewnego dnia, w wyniku spotkania z płomiennowłosą wojowniczką, odkrywa, że tak naprawdę nie żyje. 
Na podstawie serii powstały dwie serie mangi, które były publikowane na łamach czasopism kolejno Dengeki Daioh oraz Dengeki Maoh, należących do wydawnictwa ASCII Media Works. Manga została w latach 2005-2012 zaadaptowana jako serial anime przez studio J.C.Staff. Łącznie powstały trzy, 24 odcinkowe seria anime, 4-odcinkowa oraz 1-odcinkowa OVA oraz pełnometrażowy film animowany. 
W marcu 2006 roku wydano także grę na platformę PlayStation 2, a w marcu 2007 roku gra ta została przeportowana na konsolę Nintendo DS.
W Polsce pierwsza seria anime została wydana bezpośrednio na DVD przez Anime Gate w latach 2007–2008 pod tytułem Ognistooka Shana w wersji z polskim lektorem, którym był Maciej Gudowski.

## Opis fabuły
Yūji Sakai jest świeżo upieczonym licealistą. Jednak pewnego dnia jego zwykłe życie wali się jednak w jednej chwili – przechodząc przez ulicę jest świadkiem, jak czas nagle staje w miejscu, ludzie zastygają, a niebo zostaje przesłonięte czerwoną poświatą. Pojawia się przerażająca istota łapczywie pożerająca niczego nieświadomych ludzi. Yūji zostaje jednak niespodziewanie „uratowany” przez tajemniczą dziewczynę z mieczem, która pokonuje potwora. Następnie wojowniczka proszona o odpowiedzi oświadcza Yūjiemu, że jest „rzeczą”, a prawdziwy Yūji w rzeczywistości... nie żyje. On sam jest jedynie „materiałem zastępczym” – pochodnią mającą powoli wypalić się, by zredukować zniszczenia i upłynnić zmiany w rzeczywistości, które następują w wyniku działalności Tomogara, przybyszy ze świata Guze. Ona sama zaś przedstawia się jako Flame Haze – narzędzie w rękach jednego z władców świata Guze, Alastora, która ma za zadanie walczyć z Tomogara, którzy gromadzą ludzką energię, wykorzystując ją później do własnych celów.
Gdy Yūji uświadamia sobie fakt, że wkrótce przestanie istnieć, a wszelkie wspomnienia związane z postacią Yūjiego Sakai przestaną istnieć, postanawia dołożyć wszelkich starań, by pamięć o nim nie zniknęła. Podczas jednej z rozmów z wojowniczką postanawia nadać jej imię – Shana, chcąc w ten sposób uświadomić jej, że nie jest tylko narzędziem w rękach władcy Guze, ale kimś więcej – tak, jak on nie jest tylko pochodnią, lecz człowiekiem.
Niespodziewana postawa Yūjiego sprawia, że Shana postanawia obserwować go przez pewien czas. Dzięki temu szybko odkrywa, że chłopak jest przypadkiem wyjątkowym w dwójnasób – nie tylko ma zachowaną świadomość istnienia, ale ma także w swoim wnętrzu ukryty wyjątkowy skarb zwany Reiji maigo (jap. 零時迷子), który jest celem poszukiwań wielu władców Guze. Dziewczyna decyduje się więc zostać przy chłopaku, co szybko prowadzi do konfrontacji z jednym z Tomogara.

## Główni bohaterowie
- Shana (jap. シャナ) – Flame Haze, „narzędzie zagłady” walczące z Tomogara, przybyszami ze świata Guze. Jej główną bronią jest miecz zwany Nietono no Shana (jap. 贄殿遮那), a jej oficjalnym mianem jest Płomiennowłosa, Ognistooka Wojowniczka (jap. 炎髪灼眼の討ち手 Enpatsu shakugan no uchite). Nosi czarny płaszcz, w którym może schować – dosłownie – wszystko a na szyi nosi niezwykły kamień – Cocytus, dzięki któremu może się porozumiewać z Alastorem. Spotkanie Yūjiego ma olbrzymi wpływ na jej dalsze życie.

Seiyū: Rie Kugimiya 
- Yūji Sakai (jap. 坂井 悠二 Sakai Yūji) – uczeń szkoły średniej, przeciętny nastolatek. Po spotkaniu Shany dowiaduje się, że jest pochodnią, czyli materiałem zastępczym po śmierci prawdziwej osoby. Życiową rewolucję potęguje fakt, iż w jego wnętrzu kryje się tajemniczy „skarb”, co powoduje, że Yūji nie jest zwykłą pochodnią.

Seiyū: Satoshi Hino 
- Alastor (jap. アラストール Arasutōru) – „Płomień Niebios”, jeden z najpotężniejszych władców Guze. To pod jego skrzydłami rozwijały się i walczyły o zachowanie równowagi we wszechświecie płomiennowłose wojowniczki. Po zawarciu kontraktu z Shaną, stała się ona następczynią ognistookich Flame Haze.

Seiyū: Masashi Ebara 
- Margery Daw (jap. マージョリー・ドー Mājorī Dō) – nieco szalona Flame Haze lubiąca alkohol. Jej życie kręci się wokół poszukiwań Tomogara nazywanego „Srebrnym”. Przez swoją nienawiść do niego zabija wszystkich napotkanych władców Guze. Ściganie jednego z nich – Ramiego, doprowadziło ją do miasta, w którym żyje Yūji. Jej towarzyszem jest wyjątkowo hałaśliwy Marcosius, z którym łączą ją bardzo specyficzne relacje. Jej oficjalne miano to Piewczyni trenów (jap. 弔詞の詠み手 Chōshi no yomite).

Seiyū: Hitomi Nabatame 
- Marcosius (jap. マルコシアス Marukoshiasu) – zwany również Drapieżny kieł (jap. 蹂躙の爪牙 Jūrin no sōga). Margery nazywa mianem „rozkosznego kielicha”. Ma wyjątkowo sarkastyczny charakter, którym nieprzerwanie umila życie swojej towarzyszki.

Seiyū: Mitsuo Iwata 
- Friagne (jap. フリアグネ) – Tomogara zwany Łowcą. Przybył do naszego świata, by zebrać energię życiową potrzebną do zrealizowania swojego marzenia, które z czasem przeradza się w plan dużo bardziej przerażający. Słynie również jako kolekcjoner lalek oraz posiadacz bardzo dużej ilości skarbów, czyli przedmiotów o bardzo niezwykłych właściwościach. Opiekuje się swoim ukochanym Rinne – Marianne.

Seiyū: Junichi Suwabe 
- Keisaku Satō (jap. 佐藤 啓作 Satō Keisaku) i  Eita Tanaka (jap. 田中 栄太 Tanaka Eita) – dwójka szkolnych outsiderów. Zawsze trzymają się razem, nie kwapiąc się do zawierania nowych znajomości. Keisaku z początku sprawia wrażenie zbuntowanego nastolatka, jednak niespodziewane natknięcie się na Margery Daw nakierowuje go i Eitę na zupełnie inne tory.

Seiyū: Kenji Nojima  (Keisaku Satō) oraz Seiyū: Takayuki Kondō  (Eita Tanaka)
- Kazumi Yoshida (jap. 吉田 一美 Yoshida Kazumi) – szkolna koleżanka Yūjiego, w którym jest bezgranicznie zakochana. Cicha i spokojna, przez co stanowi swoiste przeciwieństwo Shany.

Seiyū: Ayako Kawasumi 
- Wilhelmina Carmel (jap. ヴィルヘルミナ・カルメル Viruherumina Karumeru) – opiekunka i mentorka Shany zwana Mistrzyni tysiąca wstęg (jap. 万条の仕手 Banjō no shite). Wypowiada się w trzeciej osobie.

Seiyū: Shizuka Itō 
- Tiamat (jap. ティアマトー Tiamatō) – małomówna władczyni Guze związana z Wilhelminą.

Seiyū: Akeno Watanabe 

## Light novel
Ognistooka Shana została pierwotnie opublikowana w formie light novel. Seria ta została napisana przez Yashichiro Takahashiego, a zilustrowana przez Noizi Ito. Wszystkie 26 tomów wydało wydawnictwo ASCII Media Works pod imprintem Dengeki Bunko. Kolejne tomy miały swoją premierę od 9 listopada 2002 do 10 listopada 2012 roku. 22 tomy tworzą główną opowieść, natomiast kolejne cztery są zbiorami opowiadań.
Według raportu wydawnictwa ASCII Media Works, opublikowanego w październiku 2014 roku, powieści sprzedano łącznie w nakładzie 8,6 miliona egzemplarzy.

## Odcinki radiowe
Powstała także czteroodcinkowa seria odcinków radiowych Ognistookiej Shany, która emitowana była na stacji Dengeki taishō pomiędzy 29 listopada a 20 grudnia 2003 roku. Scenariusz do odcinków napisał Yashichiro Takahashi. Fabuła odcinków mieści się pomiędzy pierwszym a drugim tomem powieści. Obsada odgrywająca role w odcinkach serii radiowej jest inna niż obsada animowanej wersji telewizyjnej. Seria ta została później wydana na CD; na płycie tej zawarty jest także dodatkowy odcinek audio, zatytułowany Ma/chōjō kessen (jap. 真・頂上決戦).

## Manga
Adaptacja serii powieści w formie mangi została zilustrowana przez Ayato Sasakurę i była wydawana w czasopiśmie Dengeki Daioh, które należy do wydawnictwa ASCII Media Works. Pierwszy rozdział ukazał się w tym czasopiśmie 21 lutego 2005 roku w jego kwietniowym numerze, natomiast ostatni 27 lipca 2011 roku we wrześniowym numerze. Kolejne rozdziały zostały zebrane i opublikowane w formie tankōbonów. Pierwszy z nich został wydany 27 października 2005 roku, a ostatni, dziesiąty, 27 października 2011 roku. Tom drugi mangi został wydany także w edycji specjalnej, która zawierała dodatek zatytułowany Grimoire, w którym dodatkowo zostało umieszczonych więcej ilustracji związanych z serią, wykonanych przez różnych artystów.
Druga, pięciotomowa seria mangi, powstała na podstawie 10. tomu powieści i została zatytułowana Shakugan no Shana X Eternal song -Harukanaru uta- (jap. 灼眼のシャナX Eternal song -遙かなる歌-). Rysunki do niej wykonała Shii Kiya. Kolejne rozdziały tej mangi pojawiały się w czasopiśmie Dengeki Black Maoh należącego do wydawnictwa ASCII Media Works od jego pierwszego numeru wydanego 19 września 2007 roku. Później wydawanie kolejnych rozdziałów zostało przeniesione do czasopisma Dengeki Maoh. Ostatni rozdział tej mangi pojawił się w Dengeki Maoh 27 lipca 2012 roku we wrześniowym numerze magazynu. Kolejne rozdziały zostały zebrane i opublikowane w formie tankōbonów. Pierwszy z nich został wydany 27 stycznia 2009 a ostatni 27 września 2012 roku.

## Anime
24-odcinkowa adaptacja w formie anime powieści z serii Ognistooka Shana została wyprodukowana przez studio J.C.Staff. Reżyserem serii był Takashi Watanabe, scenariusz napisał Yasuko Kobayashi, a dyrektorem animacji był Mai Otsuka. Dyrektorem dźwięku był Jin Aketagawa, a muzykę do serialu skomponował Kow Otani. Premierowe odcinki serii były emitowane na kanale TV Kanagawa od 6 października 2005 do 23 marca 2006 roku. Seria ta została później wydana przez Geneon Universal Entertainment na ośmiu płytach DVD od 25 stycznia do 25 sierpnia 2006 roku.
To samo studio wyprodukowało także jednoodcinkową OVA, zatytułowaną Shakugan no Shana SP (jap. 灼眼のシャナSP), której akcja rozgrywa się po wydarzeniach z 13. odcinka pierwszej serii. DVD zostało wydane 8 grudnia 2006 roku.
Kolejnym tytułem związanym z serią został film pełnometrażowy obejmujący fabułę pierwszego tomu light novel. Film ten został wykonany przez ten sam zespół produkcyjny co wcześniej OVA i seria anime. Miał swoją premierę w kinach Japonii 21 kwietnia 2007 roku i był jednym z trzech filmów pokazanych w ramach Festiwalu filmowego Dengeki bunko. Wersja filmu pokazana w kinie trwa 65 minut, a wersja reżyserska, wydana później na DVD, trwa 90 minut. Film został wydany na DVD 21 września 2007 roku w wersji zwykłej jak i specjalnej.
Ten sam zespół produkcyjny wydał później jeszcze dwie serie anime oraz kolejną serię OVA, której produkcja uplasowuje się pomiędzy tymi dwoma seriami.
Drugi sezon anime, zatytułowany Shakugan no Shana Second (jap. 灼眼のシャナⅡ), składa się z 24 odcinków i był emitowany na kanale MBS od 5 października 2007 do 28 marca 2008 roku. Serię tę wydano później na DVD na ośmiu osobnych płytach wydawanych od 25 stycznia do 29 sierpnia 2008.
Czteroodcinkowa seria OVA, zatytułowana Shakugan no Shana S (jap. 灼眼のシャナS) została wydana na czterech osobnych płytach, zarówno w formacie DVD jak i Blu-ray, od 23 października 2009 do 29 września 2010 roku.
Ostatnia, finałowa seria, zatytułowana Shakugan no Shana III Final (jap. 灼眼のシャナIII -Final-), została wyemitowana od 8 października 2011 do 24 marca 2012 roku na kanale Tokyo MX. Seria została później wydana na ośmiu płytach w formacie zarówno DVD jak i Blu-Ray od 22 grudnia 2011 do lipca 2012 roku.
W Polsce pierwsza seria anime została wydana bezpośrednio na DVD przez Anime Gate w latach 2007-2008 pod tytułem Ognistooka Shana na czterech osobnych płytach, który miały swoją premierę kolejno: 10 września 2007 roku (odcinki 1-6), 17 stycznia 2008 (odcinki 7-12), 14 lutego 2008 (odcinki 13-18) oraz 14 marca 2008 roku (odcinki 19-24).

### Muzyka

#### Shakugan no Shana
Z pierwszą serią anime związane są cztery utwory (dwie czołówki i dwa endingi), które zostały wydane jako single. Pierwsza z czołówek, utwór zatytułowany „Hishoku no sora” (jap. 緋色の空) i wykonywany przez Mami Kawadę, został wydany 9 listopada 2005 roku. Druga z czołówek, zatytułowana „Being” i wykonywana przez KOTOKO, została wydana 23 czerwca 2006 roku. Pierwszy ending, zatytułowany „Yoake umarekuru shōjo” (jap. 夜明け生まれ来る少女) i wykonywany przez Yōko Takahashi, został wydany 26 października 2005 roku. Drugi ending, zatytułowany „Aka no seijaku” (jap. 紅の静寂) i wykonany przez Yōko Ishidę, został wydany 8 lutego 2006 roku.
Ścieżkę dźwiękową do pierwszej serii Ognistookiej Shany, składającą się z 25 utworów, wydano 25 stycznia 2006 roku.

#### Film pełnometrażowy
Z filmem pełnometrażowym są związane dwa utwory, które zostały wydane jako single. Ending, zatytułowany „Tenjō o kakeru monotachi” (jap. 天壌を翔る者たち) – wykonywany przez zespół Love Planet Five składający się z KOTOKO, Mami Kawady, Eiko Shimamiyi, Mell i Kaori Utatsuki – został wydany 4 kwietnia 2007 roku. Wykorzystany w filmie utwór „Akai namida” (jap. 赤い涙), śpiewany przez Mami Kawadę, został wydany jako singiel 9 maja 2007 roku.
Ścieżkę dźwiękową do filmu pełnometrażowego, składająca się z 28 utworów, została wydana 21 września 2007 roku.

#### Shakugan no Shana Second
Z drugą serią anime związane są cztery utwory (dwie czołówki i dwa endingi), które zostały wydane jako single. Pierwsza z czołówek, utwór zatytułowany „Joint” i wykonywany przez Mami Kawadę, został wydany 31 października 2007 roku. Druga z czołówek, zatytułowana „Blaze” i wykonywana przez KOTOKO, została wydana 12 marca 2008 roku. Pierwszy ending, zatytułowany „Triangle”, również wykonany przez Kawadę, został wydany razem z singlem „Joint” na jednej płycie. Drugi ending, zatytułowany „Sociometry”, wykonywany przez KOTOKO, również został wydany na jednej płycie, razem z singlem „Blaze”. Utwór „Sense”, śpiewany przez Kawadę, pojawiający się w ostatnim odcinku drugiej serii, został wydany na albumie Savia 26 marca 2008 roku.
Ścieżkę dźwiękową do drugiej serii Ognistookiej Shany, składającą się z 20 utworów, wydano 25 stycznia 2008 roku.

#### OVA Shakugan no Shana S
Czołówka serii OVA, zatytułowana „Prophecy” i wykonywana przez Mami Kawadę, została wydana jako singiel 18 listopada 2009 roku. Ending, zatytułowany „All in Good Time” i także wykonywany Kawadę, znalazł się na jej albumie Linkage, który został wydany 24 marca 2010 roku. Śpiewany przez Kawadę utwór „Portamento”, który pojawia się w czwartym (ostatnim) odcinku serii OVA, został wydany na jej albumie zatytułowanym Savia.

#### Shakugan no Shana Final
Z trzecią serią anime związane są dwie czołówki i dwa endingi, które zostały wydane jako single. Pierwsza z czołówek, utwór zatytułowany „Light My Fire” i wykonywany przez KOTOKO, został wydany 16 listopada 2011 roku. Druga z czołówek, zatytułowana „Serment” i wykonywana przez Mami Kawadę, została wydana 1 lutego 2012 roku. Pierwszy ending, zatytułowany „I'll Believe” i wykonywany przez zespół Altima, został wydany 7 grudnia 2011 roku. Drugi ending, zatytułowany „One”, również wykonany przez zespół Altima, został wydany 29 lutego 2012 roku. Utwór „Kōbō” (jap. 光芒), śpiewany przez Mami Kawadę, pojawiający się jako ending w ostatnim odcinku tej serii, został wydany na albumie Shakugan no Shana F SUPERIORITY SHANA III Vol.3 (jap. 灼眼のシャナF SUPERIORITY SHANAⅢ Vol.3) 25 lipca 2012 roku.
Oprócz tego w tej serii pojawiają się także trzy inne utwory wykonywane przez Kawadę:  „u/n” (odcinek 15., wydany na płycie razem z utworem „Serment”), Akai namida (jap. 赤い涙) (odcinek 19.) oraz Hishoku no sora (jap. 緋色の空) (odcinek 24.).

#### Inne
Oprócz tego wydano także trzy serie płyt, składające się z trzech płyt każda. Pierwsza seria płyt, zatytułowana Shakugan no Shana Assorted Shana (jap. 灼眼のシャナ Assorted Shana) zawiera odcinki audio, character songs oraz nieopublikowaną wcześniej ścieżkę dźwiękową. Płyty wydano między lutym a kwietniem 2006 roku. Druga seria płyt, zatytułowana Shakugan no Shana II SPLENDIDE SHANA (jap. 灼眼のシャナII SPLENDIDE SHANA), zawiera łącznie sześć odcinków audio i sześć character songs. Płyty zostały wydane od lutego do maja 2008 roku. Trzecia seria płyt, zatytułowana Shakugan no Shana F Superiority Shana (jap. 灼眼のシャナF SUPERIORITY SHANAⅢ) zawiera odcinki audio, telewizyjne wersje czołówek i endingów z trzeciego sezonu anime i utwory wykorzystane w ścieżce dźwiękowej. Wydano je między lutym a lipcem 2012 roku.

## Gry
23 marca 2006 wydawnictwo MediaWorks wydało grę typu Powieść wizualna na PlayStation 2, zatytułowaną Shakugan no Shana, zaprogramowaną przez Vridge. Do wydania gry dołączono 36-stronicową książeczkę zawierającą ilustracje związane z serią, także te wykorzystane w zakupionej grze.
Vridge wyprodukowało także grę na Nintendo DS, która została zatytułowana Shakugan no Shana DS (jap. 灼眼のシャナＤＳ); gra została wydana przez MediaWorks 29 marca 2007 roku. Ci, którzy zamówili grę jeszcze przed jej premierą otrzymali dodatkowo kalendarz oraz zestaw szkiców wykonanych przez Ito w formie książeczki, zatytułowanej Tōka (jap. 灯火).
Shana pojawia się jako postać dostępna graczowi w crossoverowej grze RPG Dengeki Gakuen RPG: Cross of Venus na Nintendo DS. W trakcie gry pojawiają się także inny postacie z Ognistookiej Shany.
Firma Sega wydała w marcu 2014 roku grę z gatunku bijatyka, zatytułowaną Dengeki Bunko: Fighting Climax. Pojawiają się w niej różne postaci z wielu różnych powieści wydanych w ramach imprintu Dengeki bunko. Postacią dostępną w grze jest Shana.

## Powiązane
Wydawnictwo ASCII Media Works wydało także trzy przewodniki po serii. Pierwszy z nich, zatytułowany „Shakugan no Shana” no subete (jap. 灼眼のシャナノ全テ) został opublikowany 10 grudnia 2005 roku. Dwa kolejne dotyczą bezpośrednio anime i są zatytułowane kolejno Anime „Shakugan no Shana” no subete (jap. アニメ 『灼眼のシャナ』 ノ全テ) (wydany 27 października 2006 roku) oraz Anime „Shakugan no Shana II” no subete (jap. アニメ 『灼眼のシャナII』 ノ全テ) (wydany 19 października 2009 roku).
Wydawnictwo ASCII Media Works wydało także cztery artbooki, zawierające ilustracje do serii wykonane przez Noizi Ito, zarówno te wydane wcześniej, jak i całkowicie nowe. Zatytułowane zostały kolejno Guren (jap. 紅蓮) (wydany 25 lutego 2005 roku), Kaen (jap. 華焔) (wydany 9 sierpnia 2007 roku), Sōen (jap. 蒼炎) (wydany 10 sierpnia 2009 roku) oraz Shana (jap. 遮那) (wydany 9 sierpnia 2013 roku).